# Ťin-čchang
Ťin-čchang (čínsky 金昌, pchin-jinem Jīnchāng) je městská prefektura v Čínské lidové republice, kde patří k provincii Kan-su. Celá prefektura má rozlohu 8 896 čtverečních kilometrů a v roce 2007 v ní žil necelý půlmilion obyvatel.

## Poloha
Ťin-čchang leží ve středu provincie Kan-su, západě od Žluté řeky. Na severu hraničí s Vnitřním Mongolskem, na západě s prefekturou Čang-jie a na východě s prefekturou Wu-wej.

## Doprava
Ťin-čchang má stanici na 377. kilometru železniční tratě Lan-čou – Sin-ťiang.

## Administrativní členění
Městská prefektura Ťin-čchang se člení na dva celky okresní úrovně, a sice jeden městský obvod a jeden okres.
| městský obvod · Ťin-čchuan okres · Jung-čchang |        |                       |                    |                                  |
| Název                                          | Název  | Počet obyvatel (2020) | Rozloha km² (2020) | Hustota zalidnění (obyv. na km²) |
| český přepis                                   | znaky  | Počet obyvatel (2020) | Rozloha km² (2020) | Hustota zalidnění (obyv. na km²) |
| Městský obvod                                  |        |                       |                    |                                  |
| Ťin-čchuan                                     | 金川区 | 260 385               | 3 067              | 85                               |
| Okres                                          |        |                       |                    |                                  |
| Jung-čchang                                    | 永昌县 | 177 641               | 4 508              | 39                               |
|                                                |        |                       |                    |                                  |
| Celkem                                         | Celkem | 438 026               | 7 575              | 58                               |